# Magdalena Jaltepec
Magdalena Jaltepec è un comune del Messico, situato nello stato di Oaxaca.